# Lotus (嵐の曲)
『Lotus』（ロータス）は、日本の男性アイドルグループ・嵐の通算35枚目となるシングル。2011年2月23日にジェイ・ストームから発売された。

## 概要
- 前作「果てない空」から約3ヶ月ぶりのシングルとなる。

- 初回限定盤、通常盤の2種での発売となり、それぞれ収録内容・ジャケット写真ともに異なる。

- 表題曲は、メンバーの相葉雅紀主演 テレビ朝日系金曜ナイトドラマ『バーテンダー』の主題歌で、前作に引き続き2作連続のドラマ主題歌である。尚、嵐名義でテレビ朝日の連続ドラマ主題歌を手掛けたのは2009年に発売された28thシングル「マイガール」以来となり、同枠では2度目となった。

- 両形態には、カップリング曲「ever」を収録。

- 初回限定盤には、表題曲のビデオ・クリップを収録。

- 通常盤には、同じくメンバーの櫻井翔がRap詞を手掛けたカップリング曲「Boom Boom」とオリジナル・カラオケ3曲を収録。

## その他
- ミュージックビデオでは、ドラマ主演の相葉雅紀がセンターで踊り、一部声を加工したソロもある。

## 封入特典

### 初回限定盤
1. 12P歌詞ブックレット

## チャート成績
- 発売前日付の2011年2月22日付オリコンデイリーシングルチャートで推定売上枚数約24.1万枚を記録し、初登場で1位にランクインした。また、累計売上は62万枚となった[1]。

- 2011年3月7日付オリコン週間シングルチャートで初登場1位を獲得。12thシングル「PIKA★★NCHI DOUBLE」以降24作連続、通算31作目となった。初動売上は約54.1万枚となった[2]。

## 収録曲

### CD
※「Boom Boom」以降、通常盤のみ収録。
1. Lotus [4:24]
作詞：Soluna
作曲：iiiSAK, HYDRANT
編曲：佐々木博史, iiiSAK
  - 相葉雅紀主演 テレビ朝日系金曜ナイトドラマ『バーテンダー』主題歌
2. ever [4:40]
作詞：作田雅弥, alt
作曲：大島こうすけ
編曲：石塚知生
3. Boom Boom [4:12]
作詞：100+
Rap詞：櫻井翔
作曲：Erik Lidbom, Jon Hällgren
編曲：ha-j
4. Lotus（オリジナル・カラオケ）
5. ever（オリジナル・カラオケ）
6. Boom Boom（オリジナル・カラオケ）

### DVD
※初回限定盤のみ
1. 「Lotus」ビデオ・クリップ

## 収録アルバム
- Beautiful World（#1）
- ウラ嵐マニア（#2, 通常盤#3）
- 5×20 All the BEST!! 1999-2019（#1）
- ウラ嵐BEST 2008-2011（#2, 通常盤#3）

## 映像作品
Lotus
- ARASHI LIVE TOUR Beautiful World